# Emilio Gómez
Emilio Gómez Estrada (Guayaquil, 28 novembre 1991) è un tennista ecuadoriano.
È attivo in prevalenza nei circuiti minori, nei quali ha vinto diversi titoli sia in singolare che in doppio. I suoi migliori ranking ATP sono stati il 90º posto in singolare nel marzo 2023 e il 254º in doppio nel settembre 2015. Ha esordito nella squadra ecuadoriana di Coppa Davis nel 2010. Ha disputato alcuni tornei del circuito maggiore, raggiungendo al massimo i quarti di finale. È inattivo dal luglio 2024.

## Biografia
È il figlio di Andrés Gómez, ex tennista professionista, vincitore del Roland Garros nel 1990 in singolare e di due tornei del Grande Slam in doppio.

## Carriera
Fa la sua prima apparizione tra i professionisti nel 2006 in un torneo ITF ecuadoriano e nel 2008 prende parte per la prima volta a un torneo Challenger. Comincia a giocare con continuità nel 2009, a luglio disputa una semifinale Challenger in doppio e in agosto alza il suo primo trofeo da professionista vincendo in singolare il torneo ITF Ecuador F1. In ottobre vince il primo titolo in doppio nel torneo ITF Brasil F22. A novembre vince il suo primo torneo Challenger in doppio a Guayaquil in coppia con Júlio César Campozano.
Dal 2010 fa parte della squadra ecuadoriana di Coppa Davis. Nel luglio 2013 fa il suo esordio e vince il primo incontro in un torneo ATP a Bogotà, per poi uscire al secondo turno. La settimana dopo si aggiudica il Challenger in doppio all'Open Medellin. Nel 2014 sfiora la qualificazione al tabellone principale di un torneo del Grande Slam agli US Open, venendo eliminato all'ultimo turno da Steve Darcis. Nel 2016, in occasione del primo turno del gruppo I di Coppa Davis contro Barbados, vince per 6-0 6-0 6-0 contro Adam Hornby, effettuando così un triple bagel, punteggio raro nel circuito professionistico.
Il primo titolo in singolare in un torneo Challenger arriva nel 2019 a Tallahassee, con il successo in finale su Tommy Paul. L'anno successivo supera per la prima volta le qualificazioni in una prova del Grande Slam al Roland Garros e al suo esordio viene sconfitto al quinto set da Lorenzo Sonego. Vince il secondo titolo Challenger in singolare nel maggio 2021 al Salinas II con il successo in tre set nella finale con Nicolás Jarry. Nel luglio successivo vince un altro incontro ATP dopo 8 anni a Los Cabos e a ottobre supera il primo turno anche al Masters 1000 di Indian Wells. Nel 2022 supera le qualificazioni anche agli Australian Open e viene di nuovo eliminato al primo turno. Nel corso della stagione raggiunge in singolare 6 finali nei Challenger, vince quelle di Salinas e Winnipeg e dopo quella persa a Gwangju in ottobre entra per la prima volta nella top 100, in 98ª posizione.
Riprende a salire nel ranking a febbraio 2023 raggiungendo per la prima volta i quarti di finale in un torneo ATP a Dallas, dove sconfigge il nº 33 ATP Miomir Kecmanović e viene eliminato da John Isner. Consegue altri buoni risultati e a fine mese porta il best ranking alla 90ª posizione. L'unico risultato di rilievo nel prosieguo della stagione è la vittoria su Albert Ramos Viñolas al primo turno dell'ATP di Barcellona, nei Challenger non supera i quarti di finale e a fine anno scende al 294º posto in classifica. Nel 2024 vince nei tornei Challenger in singolare solo alcuni incontri di qualificazione e nei tabelloni principali esce sempre al primo turno. Esce al primo turno anche nei tre tornei ITF disputati a luglio, esce dalla top 1000 e in seguito rimane inattivo. In doppio gioca nel 2024 solo un torneo Challenger e un torneo ITF, e in entrambi esce al secondo turno. Non annuncia il ritiro dalle competizioni, ma inizia la carriera di allenatore al fianco di un giovane ecuadoriano ed entra anche nel team della top 10 del ranking WTA Zheng Qinwen. A inizio 2025 Gómez rinuncia a prendere parte alla sfida di Coppa Davis contro l'Uruguay.

## Statistiche
Aggiornate al 22 giugno 2025.

### Tornei minori

#### Singolare

##### Vittorie (14)
| Legenda tornei minori |
| Challenger (4)        |
| Futures (10)          |

| N. | Data           | Torneo                                     | Superficie  | Avversario in finale      | Punteggio           |
| 1. | 28 aprile 2019 | Tallahassee Tennis Challenger, Tallahassee | Terra verde | Tommy Paul                | 6-2, 6-2            |
| 2. | 2 maggio 2021  | Challenger Salinas II, Salinas             | Cemento     | Nicolás Jarry             | 4-6, 7–6(6), 6-4    |
| 3. | 9 aprile 2022  | Challenger Salinas, Salinas                | Cemento     | Nicolas Moreno de Alboran | 6(2)–7, 7–6(4), 7-5 |
| 4. | 31 luglio 2022 | Winnipeg Challenger, Winnipeg              | Cemento     | Alexis Galarneau          | 6-3, 7–6(4)         |

##### Finali perse (8)
| Legenda tornei minori |
| Challenger (6)        |
| Futures (2)           |

| N. | Data              | Torneo                              | Superficie | Avversario in finale | Punteggio     |
| 1. | 7 aprile 2019     | Monterrey Challenger, Monterrey     | Cemento    | Aleksandr Bublik     | 3-6, 2-6      |
| 2. | 6 giugno 2021     | Little Rock Challenger, Little Rock | Cemento    | Jack Sock            | 5-7, 4-6      |
| 3. | 3 luglio 2022     | Málaga Open, Malaga                 | Cemento    | Constant Lestienne   | 3-6, 7-5, 2-6 |
| 4. | 7 agosto 2022     | Lexington Challenger, Lexington     | Cemento    | Shang Juncheng       | 4-6, 4-6      |
| 5. | 25 settembre 2022 | Columbus Challenger II, Columbus    | Cemento    | Jordan Thompson      | 6(6)-7, 2-6   |
| 6. | 9 ottobre 2022    | Gwangju Open, Gwangju               | Cemento    | Zsombor Piros        | 2-6, 4-6      |

#### Doppio

##### Vittorie (12)
| Legenda tornei minori |
| Challenger (2)        |
| Futures (10)          |

| N. | Data             | Torneo                                    | Superficie  | Compagno              | Avversari in finale                 | Punteggio           |
| 1. | 14 novembre 2009 | Challenger Ciudad de Guayaquil, Guayaquil | Terra rossa | Júlio César Campozano | Andreas Haider-Maurer Lars Pörschke | 6(2)–7, 6-3, [10-8] |
| 2. | 27 luglio 2013   | Open Medellín, Medellín                   | Terra rossa | Roman Borvanov        | Nicolás Barrientos Eduardo Struvay  | 6-3, 7–6(4)         |

##### Sconfitte in finale (10)
| Legenda tornei minori |
| Challenger (3)        |
| Futures (7)           |

| N. | Data             | Torneo                   | Superficie  | Compagno         | Avversari in finale                         | Punteggio           |
| 1. | 21 febbraio 2015 | Morelos Open, Cuernavaca | Cemento     | Roberto Maytín   | Ruben Gonzales Darren Walsh                 | 6-4, 3-6, [10-12]   |
| 2. | 9 maggio 2015    | Open Cali I, Cali        | Terra rossa | Roberto Maytín   | Marcelo Demoliner Miguel Ángel Reyes Varela | 1-6, 2-6            |
| 3. | 2 luglio 2022    | Málaga Open, Malaga      | Cemento     | Daniel Cukierman | Altuğ Çelikbilek Dmitry Popko               | 7–6(4), 4-6, [6-10] |